# Hotenjka
Hotenjka je ponikalni potok, ki izvira severovzhodno od naselja Hotedršica v Hotenjskem podolju. Ponika v požiralnike na jugozahodnem delu vasi Hotedrščica in se podzemno izteka v potok Logaščica, prav tako pa tudi v porečje Idrijce.